# Skrift (typografi)
 For alternative betydninger, se Skrift (flertydig). (Se også artikler, som begynder med Skrift (flertydig))
Skrift er et begreb inden for typografien. En skrift, også kaldet et skriftsnit, er udseendet af en skrift, og netop dette har stor indflydelse på hvordan en målgruppe modtager teksten eller det teksten skal repræsentere.
Specialdesignede skriftsnit bruges bl.a. af firmaer, så kunden genkender firmaets udtryk. Fx genkender mange nemt det afkortede 'g' fra DSBs skriftsnit på stationsskilte mm. Mange genkender også nemt de skrå bogstaver fra SAS-logoet.

## Skriftvarianter
En skrift kan findes i flere varianter, ofte en ordinær (opret skrift), en kursiv (skråskrift) og en fed og/eller halvfed. I blyets tid betegnedes en skrift med varianter og i forskellige størrelser (grader) som et garniture. Kursiven var oprindelig en selvstændig skrift, men er nu almindeligvis knyttet til en ordinærskrift. 

## Nogle begreber
Et bogstav består bl.a. af kraftige grundstreger og tynde hårstreger. Nogle skrifter er forsynet med seriffer (fødder eller flammer). 

## Skriftfamilier
Skrifttyper deles i en række familier. Først og fremmest deler man dem i skrifter med seriffer (kaldet antikva) og skrifter uden seriffer (kaldet grotesk, blokbogstaver, sans-serif og skeletskrift). De ældre gotiske skrifter er også en gruppe. Dertil kommer skriveskrifter, der efterligner håndskrift samt skrifter, der gennem et usædvanligt udseende skal skabe opmærksomhed. Betegnelserne på engelsk og tysk er afvigende, hvilket kan give anledning til nogen forvirring. Således hedder antikva på engelsk roman (betyder også ordinær), grotesk kaldes gothic, medens gotiske skrifter betegnes blackletter.
Der har gennem tiden og i forskellige lande været utallige familieopdelinger i flere eller færre grupper. Det kombinerede europæiske klassifikationssystem opererer med 10:

1. Antikvaskrifter tegnet efter Nicolaus Jensons skrifter.

2. Antikva- og kursivskrifter fra renæssancen og barokken, 1495-1720. Gruppe 1 og 2 betegnedes tidligere mediæval eller gammelantikva.

3. Antikvaskrifter fra overgangen mellem barok og nyklassicisme i det 18. århundrede. Betegnedes tidligere overgangsformer.

4. Antikvaskrifter fra slutningen af det 18. århundrede og begyndelsen af det 19. århundrede. Stilen betegnes ofte nyantikva eller empire og har kraftige grundstreger og meget spinkle hårstreger med skarp overgang mellem dem.

5. Skrifter med kraftige, pladeformede seriffer. Betegnes også pladeserif eller egyptienne.

6. Groteskskrifter.

7. Skrifter der ligner indhuggede skrifter.

8. Skriveskrifter med sammenhængende bogstaver.

9. Penselskrifter.

10. Gotiske skrifter. Fraktur, textur, schwabacher, rotunda, og lign.
Selv om en skrift hører til en bestemt historisk stil, kan den sagtens være tegnet langt senere. 
En del skrifter kan ikke passes ind i de 10 grupper.

## Skrifttyper på computeren
Skrifttyper på en computer (til tider omtalt med det engelske ord font) består af filer, der indeholder instruktioner for at danne de enkelte tegn i forskellige størrelser, samt oplysninger om afstanden mellem de enkelte tegn, såkaldte knibningstabeller. F.eks. skal bogstavet 'T' stå tæt på lave bogstaver som 'a', medens afstanden til et højt bogstav som 'h' skal være større for at undgå sammenstød.
Tre skrifttype-formater er dominerende i dag: 
- TrueType, der blev udviklet til Microsoft Windows 3.1 og til Apple System 7.
- PostScript, der er udviklet af Adobe.
- OpenType, der er det nyeste format og er kompatibelt med de seneste Microsoft Windows, OS X og Linux systemer.

Forskellige skrifttype-filer indeholder forskellige tegnsæt til forskellige sprog. Oprindelig brugtes forskellige code pages som varianter af ASCII-tegnsættet. I OpenType benyttes nu Unicode-tegnsættet, der principielt gør det muligt at have tegn for samtlige skriftsprog, levende som døde. Ingen skrifttyper indeholder dog endnu det komplette tegnsæt. 
Skrifttyper i PostScript-formatet kunne suppleres med såkaldte expert-fonts, der kunne indeholde ligaturer, kapitæler og forskellige dekorerede bogstaver med lange udløb eller lignende. I en OpenType skrifttype-fil kan disse karakterer inkluderes i filen.